# إريك بيترسون (دراج)
إريك بيترسون (بالسويدية: Erik Fåglum)‏ مواليد 4 أبريل 1944 في السويد، هو دراج سويدي سابق. سبق أن شارك في دورة الألعاب الأولمبية الصيفية وفاز بميدالية أولمبية.

## سجل النتائج

### سباقات أو مراحل فاز بها
- بطولة العالم لسباق الدراجات على الطريق

## الميداليات
| الميدالية | المسابقة                       |
| --------- | ------------------------------ |
| برونزية   | الألعاب الأولمبية الصيفية 1964 |
| فضية      | الألعاب الأولمبية الصيفية 1968 |

## روابط خارجية
- إريك بيترسون على موقع أرشيف الدراجات (الإنجليزية)
- إريك بيترسون على موقع إحصائيات الدراجات الإحترافية (الإنجليزية)
- إريك بيترسون على موقع أوليمبيديا (الإنجليزية)
- إريك بيترسون على موقع اللجنة الأولمبية السويدية (السويدية)
- إريك بيترسون  على موقع SportsReference  - سبورتس رفرنس